# Santa Maria Maior (Funchal)
Santa Maria Maior es una freguesia portuguesa del concelho de Funchal, con 4,88 km² de superficie y 13.970 habitantes (2001). Su densidad de población es de 2 862,7 hab/km².